# Rečice
Pour l’article homonyme, voir Recice.
Rečice (en serbe cyrillique : Речице) est un village de Serbie situé dans la municipalité de Požega, district de Zlatibor. Au recensement de 2011, il comptait 192 habitants.

## Démographie
| 1948 | 1953 | 1961 | 1971 | 1981 | 1991 | 2002 | 2011 |
| ---- | ---- | ---- | ---- | ---- | ---- | ---- | ---- |
| 584  | 547  | 473  | 456  | 408  | 322  | 265  | 192  |

|  |